# Паїсій (Онишкевич-Саховський)
Паї́сій Онишке́вич-Сахо́вський (Оникевич-Саховський, Оникієвич-Саховський, пол. Paizjusz Onikiewicz-Sachowski; ? ― 13 травня 1626, Кобринь) ― василіянин, єпископ Пінський і Турівський Руської унійної церкви.

## Життєпис
Був мінським архимандритом, коли 20 лютого 1603 року митрополит Іпатій Потій затвердив його єпископом Пінської унійної єпархії. 12 листопада 1617 року був одним зі співсвятителів Полоцького архієпископа-коад'ютора Йосафата Кунцевича (разом із головним святителем митрополитом Йосифом Велямином Рутським і Володимирським єпископом Йоакимом Мороховським).
12 вересня 1623 року король Речі Посполитої Сигізмунд ІІІ Ваза видав розпорядження митрополитові Йосифу Велямину Рутському, аби той наглядав за церковною власністю Пінської єпархії, оскільки єпископ Паїсій був паралізований.